# Sanba-Peulh
Pour les articles homonymes, voir Sanba.
Ne doit pas être confondu avec Sanba (Burkina Faso) ou Sanaba.
Sanba-Peulh, parfois appelé Sanaba-Peulh, est une localité située dans le département de Barsalogho de la province du Sanmatenga dans la région Centre-Nord au Burkina Faso.

## Géographie
Sanba-Peulh se trouve à 9 km au sud-ouest de Barsalogho, le chef-lieu du département, et à environ 35 km au nord de Kaya. Elle est attenante à Sanba.

## Économie
L'économie des villages de Sanba et Sanba-Peulh repose essentiellement sur l'agro-pastoralisme et l'activité commerçante de leur important marché local. 

## Éducation et santé
Le centre de soins le plus proche de Sanba-Peulh est le centre de santé et de promotion sociale (CSPS) de Sanba tandis que le centre médical avec antenne chirurgicale (CMA) de la province se trouve à Barsalogho et que le centre hospitalier régional (CHR) est à Kaya.
Sanba-Peulh possède une école primaire publique.